# Jodo

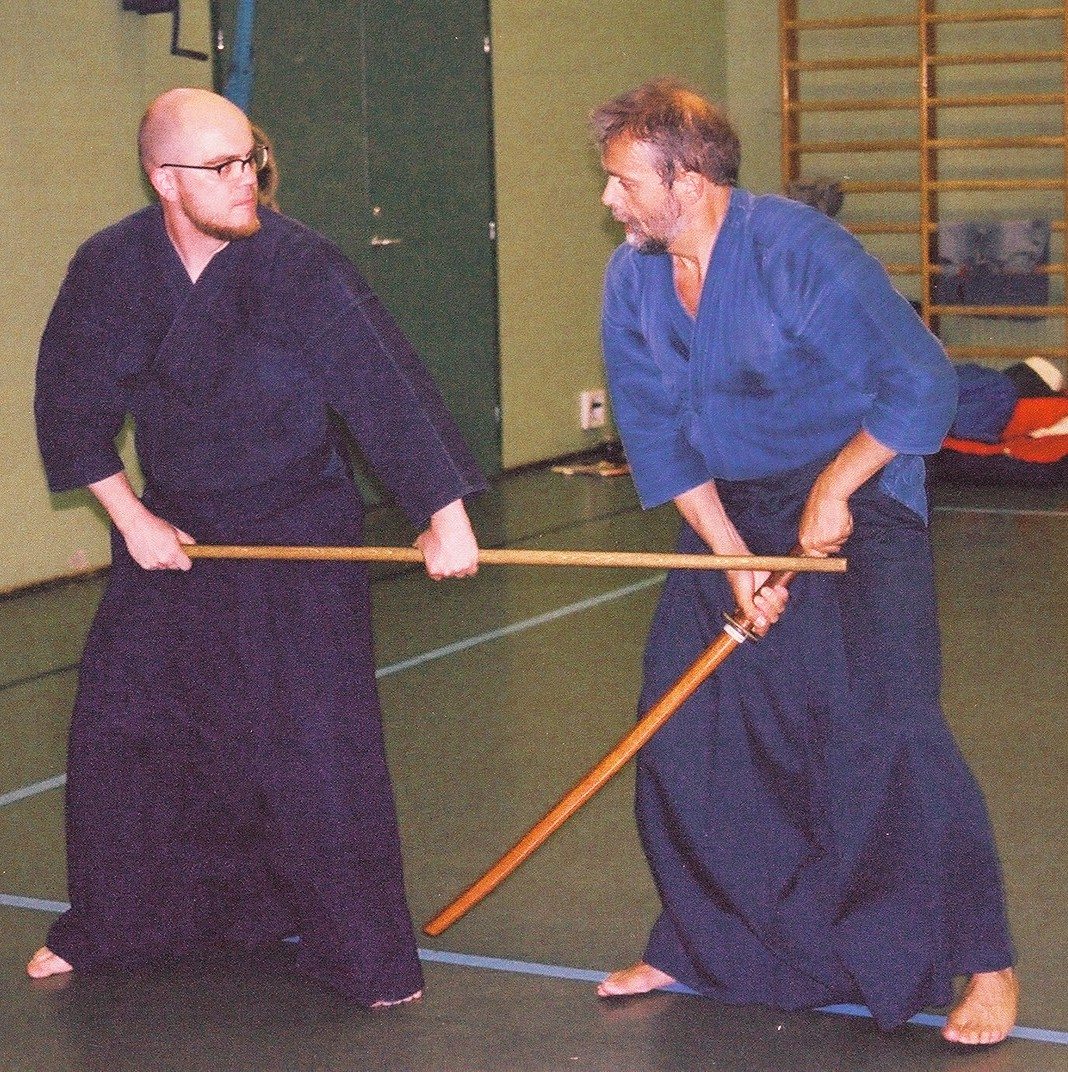
Gebruik van de jodo

Jodo (Japans: jo, staf; do, manier, kunst, weg) is een Japanse vechtkunst waarbij men gebruikmaakt van de jo, een 128 centimeter lange staf.
Bij jodo worden technieken geoefend die de beoefenaar, de jodoka, moeten beschermen tegen de katana (Japanse zwaard). Evenals iaido en kendo komt ook jodo voort uit de samoeraitraditie.